# 艾未未
艾未未（1957年5月18日—），中国大陆艺术家，浙江省金華市金華縣（今浙江省金華市金東區）人，诗人艾青之子。生於北京，在美國居留12年，其後返回北京居住20餘年，後旅居德國和歐洲。活躍於建築、艺术、影像、推特和社會文化評論领域。

## 經歷
艾未未1957年出生于北京，1958年随父母被下放到东北北大荒的852农场。1961年，又随父母到新疆生产建设兵团石河子市农八师二十三团三分场二连。艾未未在新疆居住了十六年，於1976年随家人返回北京。1978年入讀北京電影學院动画系。1979和1980年，参加了第一、二届星星美展，被称为“一次打破长期禁忌的公开表达”。
1981年到美国，并决定永远不再回中国大陸。先在宾州、旧金山学习英语，后到紐約帕森設計學院。因一門課未通过而被學校停止獎學金，離開學校成為非法居留者，以街頭畫像或打零工为生。他混迹的紐約地下公寓，成為許多中國大陸藝術家如舒婷、谭盾、顾长卫、姜文等在纽约的中轉站。90年代初他担任电视剧《北京人在紐約》的副导演。他同時成為一位積極的街頭抗議者，与纽约警察发生肢体冲突，拍下警察对抗议者实施暴力的照片。艾未未在纽约期间拍摄了大量照片。他的艺术受杜尚、賈斯培·瓊斯、安迪·沃霍尔等顛覆正統風格的影响，其艺术品大多是以现成物件改裝的概念作品。1987年，在美國舉辦《舊鞋、性安全》藝術展，被藝評家稱為“引人注目的新達達主義”。
1993年，艾青病重，艾未未返回北京照顧父親。1990年代初協助成立北京東村，成為實驗藝術家的家園。1994－1997年编辑了中国大陸艺术地下刊物《黑皮书》、《白皮书》、《灰皮书》。1997年建立了北京第一个画廊“艺术文件仓库”，致力于中国当代实验艺术。1999年在北五环外草场地村建造自己的工作室。
2009年5月，他的新浪博客被中國大陸當局关闭，招致中国大陸官方严厉封杀。
2010年，艾未未上海马陆工作室遭定点强拆。2011年4月3日，艾未未因涉嫌经济犯罪在北京首都国际机场被带走，秘密关押81天并接受警方调查。由于艾未未认罪态度良好、积极配合警方调查，加之身患慢性疾病，当局以“取保候审”名义将其释放，宣布艾“实际控制”的发课文化发展公司需补交1,522万元税款和罚金。10天内，有3万名网民借钱给艾未未以示声援，金额达903万元。发课公司向法院提起诉讼，败诉。外界普遍认为庭审缺乏公开公正，仅是走过场。
2013年9月，艾向借款人已发出15,000多份借据，归还借款617万元。至2017年8月3日 ，根据发课税案fakecase推特记录，目前累计还款19,337笔，628萬4,153.93元。
从2011年4月3日至2015年7月，中国大陸当局无理由、无手续扣押艾未未护照。
2014年4月26日，“CCAA中国当代艺术奖十五年”展览在上海当代艺术博物馆举办。在离展览开幕还有几天前，艾未未被告知其一张木凳和一些瓷瓜子无法展出。博物馆工作人员从印在墙上的获奖者和评委名单中去除了艾未未的名字。艾未未在自己的 Instagram 上发布了被撤展品 （页面存档备份，存于）和涂掉其名字的墙 （页面存档备份，存于）的照片。展览组织者瑞士艺术品收藏家乌利·西格（Uli Sigg）称该行为的决定权在于上海当代艺术博物馆和文化局。艾未未认为此事件与自己的政治观点有关。
2014年5月23日，《戴汉志：5000个名字》大型回顾展在位于北京798艺术区的尤伦斯当代艺术中心开幕。但在展览前艾未未并未收到尤伦斯当代艺术中心的正式开幕邀请。且尤伦斯当代艺术中心的官方网站上有关此次展览的官方新闻稿中用“艺术家”代替了艾未未的名字，PDF版的新闻稿全文中却提及了戴汉志与艾未未和比利时收藏家傅郎克共同创立了中国艺术文件仓库（CAAW）。艾未未随即撤走了三件装置作品——《安全性》、《钢琴》和《闲扯淡》。尤伦斯当代艺术中心馆长田霏宇（Philip Tinari）却否认馆方是出于自我审查而在展览简介上未提及艾未未，而称收到了“不便透露的指示”。。艾未未认为纽约时报中文网发表新闻有失事实，因文中引用了鲍栋的评论。他认为鲍栋跟尤伦斯当代艺术中心馆长田霏宇、跟艺术家王兴伟都有着很深的关系，而且鲍栋以前攻击过自己。
2015年7月，艾未未的護照獲得歸還。7月30日，艾未未从北京出发飞抵慕尼黑，随后移居柏林。
2015年10月，艾未未在Instagram指9月份乐高“不同意被用作政治作品”为由，不向自己贩售乐高积木。他于10月23日贴出将乐高积木丢进马桶的照片，批评乐高作为强大的公司，在全球化经济中是有影响力的文化和政治角色，拒绝销售其产品给艺术家，是一种审查和歧视行为。10月25日，他公开乐高公司的声明信件，信中指，“乐高”商标不能被用在任何商业宣传或命名艺术作品上，作品动机不能包含任何政治、信仰、种族、猥亵或毁谤言论，并重申公司没有赞助或为任何艺术作品、艺术计划背书。之后，艾未未在伦敦、北京、柏林及墨尔本设立乐高积木收集点，放置宝马轿车供民众将积木倒进车中。事件激发乐高于2016年1月12日宣布改变批量采购政策，不再询问顧客购买积木产品用途，并于4月承认拒绝艾未未购买乐高产品是公司雇员错误理解公司政治中立性政策而产生的。
2017年6月28日，艾未未在华盛顿赫胥鸿博物馆和雕塑花园展出作品《踪迹》，以120多万个乐高积木排出全球176名政治犯。
2019年8月8日，艾未未在德国《世界报》的采访中批评德国社会的自我中心、不宽容与种族歧视，并表达了离开德国的想法。不久后他携家人离开柏林，移居英国剑桥。
2021年9月，艾未未自稱居住在葡萄牙，並表示瑞士信贷银行关闭了他创建的基金会银行帐户。艾未未懷疑是中國政府施壓。
2023年11月，艾未未在社交媒体上发表同情加沙平民的帖子后，他在伦敦、纽约、巴黎和柏林的展览相继被取消。随后，他将相关内容删除。

## 社会活动

### 5.12地震公民调查
2008年5月12日汶川大地震發生，大批校舍倒塌致大量師生遇难，校舍建築品質遭广泛质疑。震后四川省人民政府拒绝公布地震死亡的学生人数和名单。
2009年3月，艾未未在网络上发起5.12地震公民調查活動，召集志愿者前往调查512大地震遇難學生名单，数百名志愿者报名参加了公民调查，38人到受灾地区实地调查，其中25人45次被四川警方控制。公民调查覆盖了受灾最严重的14个县区，最终调查确认了5196名遇难学生的年龄、地区、学校、班级等完整信息，涉及153所学校。艾未未在新浪博客裡陸續公佈地震死亡學生名單，但遭刪除。2009年5月29日，艾未未新浪博客被强行关闭，博客迁址。
2009年10月开始，公民调查向中央、四川省級、縣市級的教育、建设、财政、民政、公安部门以及基金會等100多家不同政府機構申请公开5.12完整信息，包括災情核查、捐款使用明細、坍塌校舍調查報告、以及遇難師生姓名等近萬條信息，但至今未得到任何一条正面回复。
2009年8月12日，艾未未應四川維權人士譚作人的律師邀請，作為證人前往成都出庭。當天凌晨在酒店遭到成都公安破门而入，一名搜查人员用拳头重击了艾未未脑部，之后艾到成都中医院进行就诊，并被非法拘禁至谭作人案庭审结束，該過程被拍成紀錄片《老妈蹄花》上傳网络。同年9月14日艾未未在德國慕尼黑美術館布展期間，陷入昏迷，診斷為“外力导致的腦出血”，进行紧急脑部手术。2010年4月6日，前往成都金牛區西安路派出所報案，要求警方對毆打事件立案偵查，但警方无理由拒绝立案。8月12日，艾未未与律师到成都公安索取报案回执，再次遭到金牛分局暴力对待。
2010年5月12日，在网络上发布大型声音作品《念》，由数千名网友念5196名遇难学生名字的音频剪辑而成，以纪念汶川大地震遇难学生。
2013年3月，艾未未在推特上发起“5.12花儿”活动，以纪念汶川大地震学生遇难5周年。网友们可将自己的鲜花的图案发到指定邮箱或网站制作花儿。

### 追踪杨佳案
2008年7月1日，北京青年杨佳因受公安不公待遇，持刀进入上海闸北公安分局，造成6名警员死亡，5人受伤，杨佳当场被捕，被媒体称为“歹徒”“一个孤僻的人”。同年11月26日杨佳被执行死刑。杨佳案后，艾未未连续撰写数十篇博客质疑该案司法程序不公，杨佳母亲被失踪等问题。跟踪製作近兩年完成楊佳案紀錄片《一個孤僻的人》和《王靜梅》。

### 七一罢网
2009年5月，中国大陸工信部发文件要求7月1日后出厂的计算机强制预装软件綠壩·花季護航，对网络进行审查，引发质疑。6月21日，艾未未在微博饭否上号召“七一罢网、不作解释、不计得失”，并计划在7月1日当天进行罢网聚会。6月30日，当局宣布暂停实施绿坝计划。但7月1日仍有数百人参加了北京的罢网聚会。

### 十一中指
2009年7月1日，在网络上发起《10.1 中指》影像竞赛：“在你认为需要伸出中指的任何状态下，拍摄自己的中指和其所指背景”。共有311件作品参赛，经过国际评委评选出43件作品。

### 聲援维权人士
2009年11月，上海维权人士冯正虎被上海公安绑架强行出境后，住宿在日本东京成田机场国际进出口通道以抗议，用推特直播其生活。期间，艾未未助手和艾未未分别前往探视，采访。在机场住宿92天后，冯顺利回到上海家中。艾未未将冯正虎回家的过程剪辑成纪录片《美好生活》。

### 长安街2.22游行
2010年2月22日，北京朝陽區金盞鄉正陽藝術區遭強制拆遷，200多个身份不明者凌晨袭击了艺术区，打傷8名艺术家。艾未未當天下午與8名藝術家拉起“公民權利”“嚴懲兇手除黑打惡”橫幅到長安街遊行示威，在距離天安門廣場兩公里處被公安攔阻。《環球時報》英文版罕见地進行了報導，但報導的記者文濤在20天後被開除。

### “真名”活动
2010年6月13日，在推特上关于是否“匿名”的争论中，艾未未发起“说出你的名字”推特行为，鼓励网友说出自己的真名，“不要匿名地争取自由”。2天之间，共有663人在推特上说出自己真实姓名并获艾未未的“真名”礼物。

### 马陆工作室遭强拆
2008年，艾未未应上海市嘉定区政府要求，在马陆镇艺术区建设工作室。2009年，工作室完工不久，突然接獲馬陸鎮當局通知，稱其为“违章建筑”，必须拆除。艾未未称，強拆和政府之前的做法完全相反：“之前政府不僅批准了這個工作室，甚至市長在一次針對這個地區發展的講話中，還用我做了宣傳”。強拆與艾未未制作纪录片质疑上海楊佳襲警案，声援冯正虎回家等维权事件相关。
2010年11月，近千名艾未未支持者聚集在其即將被強拆的上海马陆工作室，參加「河蟹」盛宴，纪念这个建筑的生和死。而艾未未被當局軟禁在北京家中，無法成行。2011年1月11日，艾未未上海马陆工作室在一天之间被強拆完毕。

### 调查上海11.15大火遇难者名单
2010年11月15日下午，上海“11·15”特别重大火灾发生。上海政府称“遇难58人，根据家属意见不公布遇难者名单”。艾未未称死者名字是公共信息的一部分，不容以任何名义掩盖，于11月24日在推特上发起调查大火遇难者名单行动。2010年12月1日，艾未未工作室公布了调查核实的58名遇难者名单（包括遇难者名字、年龄、性别、房间号信息）和调查中发现的2大疑点。

### 调查钱云会之死
2010年12月25日，浙江省温州乐清市一名因土地长期上访的村长钱云会惨死于工程车车轮之下，目击者称被谋杀，成网络焦点，多组“公民调查团”赴当地调查真相。艾未未工作室对事件的调查者进行了采访。拍摄期间，温州市政府来京劝说停止拍摄，可补偿所有费用，遭拒绝。该片未完之时，艾未未和拍摄者文涛均遭失踪近3个月。2012年，纪录片《平安乐清》完成。

### 采访网络评论员
2011年2月份，推特上网络评论员突增，艾发出邀请“希望采访工作性质为网络评论员的推上写手”，先后有两名网络评论员以iPad作为报酬接受了采访。采访内容在多家媒体发表，是了解中国政府控制舆论的有趣资料。

### 自我监控项目
艾獲釋後，警方在他的草場地住所外100米範圍內安裝超過15個监控器。2012年4月3日，艾未未在被失踪一周年之际，在自己的卧室，办公室，院子安装了四个摄像头，通过个人网站24小时直播日常生活，47小時9分鐘後被警方叫停，点击量520万次。

### 鮮花記錄自由
自2013年11月30日開始，艾未未於推特稱會每天放一束花到工作室門外的自行車車籃中，直到恢復自由旅行的權利，並每天拍照上傳。

### 关注欧洲难民危机
近年来，艾未未开始将关注焦点从中国国内民生事务转向日益激化的欧洲难民危机。他在2015年底在莱斯沃斯岛上设立工作室，和学生共同推出一系列以难民为主题的作品，他的風格轉型後，一些全球視角針砭的諷刺作品，也獲得中國媒體的報導。
2016年1月，《今日印度》杂志刊出他模仿“沙滩男孩”艾兰·库尔迪拍摄了一张黑白照片，照片后来在印度艺术博览会上展出。1月2日，他宣布在希腊兴建一座难民纪念碑，以纪念逃往欧洲而罹难的难民们。。1月27日，艾未未宣布结束目前在哥本哈根林冠艺术基金会的展览，以此抗议丹麦政府允许没收难民的贵重物品，帮助支付他们留在该国产生费用的法律。
2016年2月14日，第66届柏林电影节期间，艾未未在柏林音乐厅的六根柱子上挂上14,000件救生衣，还把一艘气垫船挂在大门口。
2016年3月17日，他又在捷克首都布拉格的国家美术馆启动了大型作品“难民船——旅行法则”，该作品是一艘70米长的橡皮船，船上“搭乘”了多达258名乘客。期间艾未未拍摄了记录难民危机纪录片《人流》，该片参展意大利第74届威尼斯影展，并于2018年1月9日在法国巴黎沙特莱电影中心首映，2月7日在法国电影院公映。

### 在英國聲援阿桑奇
2020年9月28日，艾未未在倫敦老貝利法院外以無聲的方式進行抗議，反對英方逮捕與打算引渡朱利安·阿桑奇到美國的程序。過去兩年間，艾未未定期探望阿桑奇。先是在厄瓜多爾駐英國大使館，隨後在美國施壓厄國停止庇護後，繼續在關押阿桑奇的高安全級別監獄貝爾馬什（Belmarsh）做探視。據阿桑奇的團隊說明，被告的工作是一名記者，應該受到美國憲法第一修正案保護，該法律授權媒體監督美國軍方在伊拉克和阿富汗還有其他軍事行動中的不法行為。維基解密創辦人阿桑奇出生於澳大利亞，因將50萬份美軍在中東的敏感檔案公諸於世，遭到美國當局以間諜罪以及濫用計算機為理由，求處18項總計175年的重刑，並將其列為全球通緝犯。同時與艾未未一起的還有許多阿桑奇支持者，聚集在法院外呼籲英方暫緩引渡，其中不乏名人聲援，一個名為「不要引渡亞桑奇」的團體代表人里斯表示，他們對在美國壓力下仍敢於堅持言論自由感到很敬佩，但對於他的案件，審判法官會受到政治力施壓，進而屈服在權力之下。被告在英國的辯護律師費茲傑羅也認為，倘若遭引渡、他絕對無法在美國的指控下獲得公平、公正的審判。

### 批評推特和臉書言論審查
2021年冲击美国国会大厦事件之後，時任美國總統特朗普被Twitter和Facebook刪除有關事件的言論，個人賬號被關閉和禁言。艾未未在Twitter上批評「推特和脸书允许来自环球时报、人民日报的宣传存在，却对自己的总统大动干戈，实行言论审查和禁言，可见专制并不是某党专利，言论自由也只是一个幌子而已。」

### 作品被香港博物馆下架
2021年3月，立法會新民黨議員容海恩在特首答問大會中指西九文化區「M+博物館」部分展品，如艾未未1995年拍攝的《透視研究：天安門》作品散播涉嫌違反國安法、「侮辱國家尊嚴」。要求政府成立部門為有關展品進行審查是否違反《港區國安法》和《基本法》，同時要求防止有仇中情緒的展品上架。特首林鄭月娥表明「所有香港的同胞都要支持及維護國家安全」，會「特別警惕」相關事宜。M+博物館表示，會以嚴謹的學術精神為原則，並遵守香港法律，“秉持最高的專業操守”。藝發局視覺藝術小組主席陳錦成認為艾未未的創作方向是以「挑戰權威」為主，認為容海恩可能「見識少啲」，指出政治其實是藝術創作常見的主題，建議她尋求相關專業人士「虛心啲去學」，多了解作品背後的理念。艾未未對事件感到遺憾，認為容海恩作為立法會議員，將藝術範疇視為與政治對抗，是對藝術不理解。其後他接受法新社訪問，哀嘆「香港更自由、更民主的社會正在消失」，但對於自己當年的作品仍感到自豪。
目前M+博物館的線上目錄列有艾未未249幅作品，不過西九文化區管理局董事局主席唐英年表示，從來無計劃將藝術家艾未未的一幅作品，在博物館開館時展出。而艾未未後來也親自證實自己有部分作品無法參加開幕展，同時M+官方網站沒顯示包括《透視研究：天安門》在內多個具爭議館藏的圖像，只有文字說明。

## 失蹤
2011年4月3日，艾未未在北京首都机场被边检人员帶走后失踪，当天北京市公安局几十名警察封锁、搜查了位于草场地的艾未未工作室和住所12小时，扣押了电脑，硬盘等127项物品，10名工作人員被帶至南皋派出所問話。艾未未的助手文涛被便衣男子拖上车后失踪。新浪微博大量删除关于艾未未的消息。艾未未家人始终未收到警方任何手续，不知艾涉嫌罪名、关押地点和被采取何种强制措施。4月5日，艾的家人被迫贴出“寻人启事”并报失踪案。
2011年4月6日深夜，北京市公安局、税务人员到北京发课文化发展有限公司委托记账的会计服务公司查抄了历年会计资料。一小时后，新华社发消息称“艾未未涉嫌经济犯罪，正依法对其进行调查”。4月7日，中国外交部对外宣称“艾未未涉嫌经济犯罪，在接受调查”。同一天，发课公司的会计胡明芬被北京警方带走后失踪。4月8日，发课公司财务室被搜查，财务资料被扣押。9日，发课公司经理刘正刚被几名便衣男子绑架后失踪；10日，艾未未司机张劲松失踪。艾未未多名助手遭到公安的胁迫，要求其成为公安的内线。根据香港电台的报道，艾未未在公安局中遭受刑讯逼供，还被迫看了维权律师高智晟被虐待的录像，主导迫害人是时任北京市公安局局长傅政华。
2011年4月月底，网上盛传艾未未“遭酷刑被迫认罪”。5月15日，公安突然安排路青在秘密地点会见艾未未约15分钟，双方只允许谈论健康问题。同一天，中国外交部副部长傅莹称艾未未事件应信任中国司法。
2011年5月20日，《文汇报》援引新华社的消息称“艾未未实际控制的北京发课文化发展有限公司存在逃避缴纳巨额税款、故意销毁会计凭证等犯罪行为”。21日，艾未未的姐姐高阁公开反驳了该指控，称“这些信息应当由警察通过司法途径予以宣布，而不是通过新华社，希望有关部门能遵守法律程序”“发课公司的法人是路青，不是艾未未，但警方没有找过路青问过此事，发课公司注册资金仅为10万元”。
2011年5月31日美国多维新闻网称“艾涉嫌偷税漏税，金额接近2,000万元人民币，已认罪”。2011年6月11日，路青及失踪其他4名员工家属再次联名致信公安部、北京市公安局等部门要求对5人失踪进行调查，但未收到任何答复。
2011年6月22日深夜，艾未未被突然被警方送回家里，新华社当晚发消息称“鉴于艾未未认罪态度好、患有慢性疾病等原因，多次主动表示愿意积极补缴税款，依法对艾未未取保候审”。艾未未对记者称，他被禁止接受采访，不能上网，外出需要向警方汇报。23日，中国外交部发言人洪磊表示，对艾未未的调查将继续，不允许离开北京。
2012年6月21日，北京警方解除了艾未未的取保候审，但拒绝归还他的护照，阻止他出庭“发课税案”庭审。

### 外界聲援

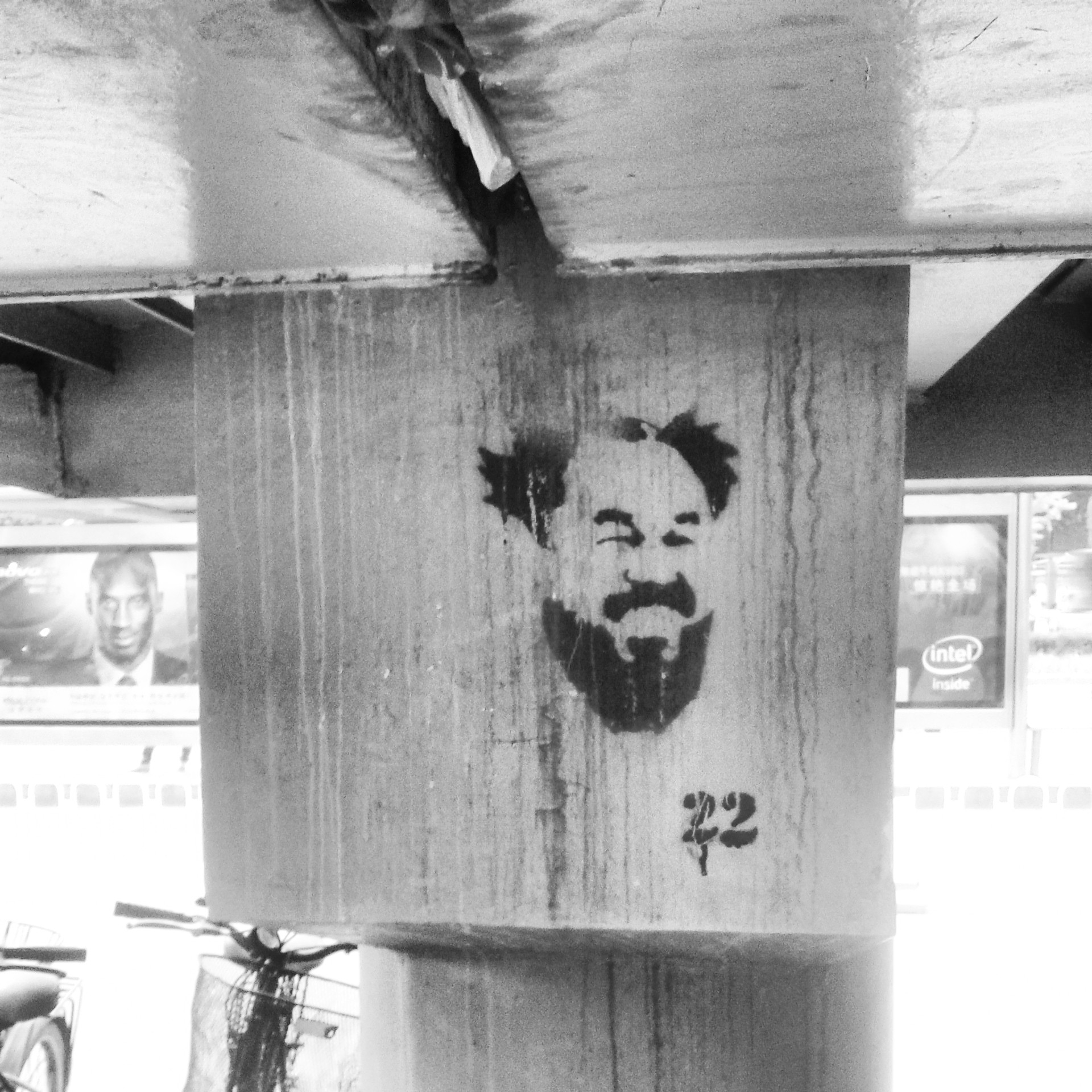
在北京街头出现的艾未未涂鸦

艾未未失踪后，全球范围内包括各博物馆，画廊，基金会，艺术家的艺术界、政界和民众的抗议风潮越来越烈，为当局始料不及。
在國內有化名“墨镜哥”的网民以痛斥当局，声援艾未未的演講影片爆红网路。、人民报、大纪元、新唐人电视台、苹果日报都对其进行报道。全球艺术机构发起释放艾未未的签名人数超过10万人。
美國建築師利伯乌斯·伍茨聲明“不再接受中國的任何項目，直到艾未未被釋放”。2011年4-6月，香港多次舉行遊行要求釋放艾未未和其他異見人士。
英国作家哈瑞·昆祖鲁、薩爾曼·魯西迪撰文声援。英国雕塑家安尼施·卡普爾宣布取消原定在北京举办的展览以示抗议。网友阮吉建立博客“我爱未未”进行声援，浏览量达数十万。
2011年4月，德國外長韋斯特韋勒、英國外交大臣威廉·黑格、法國外交部、美國國務院先后通过外交渠道要求立即釋放艾未未；4月21日，駐華大使洪博培在時代雜誌時代百大人物評選中為艾未未撰文。6月4日，中華民國總統馬英九發表六四事件紀念專文，並提到希望大陸當局早日釋放劉曉波、艾未未等等；4月4日，國際特赦組織指艾未未遭到拘捕沒有任何理由；4月6日，人权观察组织要求中国政府立即释放艾未未。6月9日，艾未未部分专访在日内瓦召开的联合国人权理事会会议上首次公开；6月22日，國際特赦組織亞太地區呼吁释放文涛、胡明芬、刘正刚和张劲松等其他4名被非法羁押的人员。
2013年，艾未未事件中的攝影師徐偉因協助艾未未工作而在北京被以「嫖妓」罪名帶走。

### 官方报道
艾未未被失踪后，中国官方旗下多家媒体开始对艾未未及其身陷的问题进行报道，根據官方說法，艾有資金可疑的嫌疑。4月6日，《人民日報》旗下的《環球時報》發表社評《法律不會為特立獨行者彎曲》；4月16日發表社評“西方給艾未未的庇護太特殊”；5月12日發表社評称“中国以涉嫌经济犯罪逮捕艾未未，禁止街头『茉莉花革命』，却引起西方舆论的一片争议”；6月24日发表社评“西方总想给中国法院批条子”；6月27日英文版發表社論，指胡佳、劉曉波、艾未未等人所以獲西方稱許，是緣於西方對中國政府的偏見。4月8日起，四月青年网站先后邀请司马南、王文、河清等人制作6集谈话在网上播出，揭批艾未未。4月14日起，香港《文匯报》、《大公报》连续发文，称艾未未五毒俱全，涉嫌逃漏稅、重婚和網絡散播淫穢物品等多宗罪。同时大量匿名帐号在“乌有之乡”等论坛散布艾未未儿子的家庭住址，电话等隐私。

## 发课税案
被非法关押81天的艾未未被官媒宣称为“發課公司”的“实际控制人”，涉嫌巨额“偷漏稅”。2011年6月28日，发课公司法人路青正式委托浦志强和夏霖律师代理税案，向北京市地税局第二稽查局提出听证要求。
2011年7月14日，在北京地税局举行了闭门听证会。律师认为，不公开听证已违法，听证中税务机关未出示财务资料原件，未归还属于发课公司的全部财务资料，导致发课代理人无法就复印件的真实性和完整性发表意见。
2011年11月1日，北京市地税局第二稽查局做出对发课公司补罚税款1522万元决定。发课公司认为，该决定没有事实与法律依据，决定通过司法途径使北京地税局出具其行政行为证据，澄清真相。按现行的诉讼法规定，发课公司须交纳其中的845万元或提供相应担保才有诉讼资格。
2011年11月2日，艾未未的母亲高瑛声明以艾青故居为发课税案提供担保。11月4日，艾未未的支持者在网上发起借钱运动，通過支付宝、郵政匯款、銀行轉賬等方式汇款，甚至有人夜間隔著牆往他家裏扔錢。艾未未称“每一分钱都还”。官方媒体《环球时报》当天发表社评称“艾未未‘借钱还税’搞得太戏剧性”。
2011年11月13日，艾未未从支持者那获得“借款”近3万笔，903万元，但北京地税局以无操作流程为由，不接受房产与存单担保，要求将845万的担保现金转入其担保金账号中。11月16日，艾未未以借款中的845万元资金，为发课公司完成了纳税担保手续。
2011年11月19日，浦志强律师发表《“发课税案”的初步意见》：警方对艾等5人的关押，超越职权、违法办案；北京地税的税务决定认定事实不清，程序严重违法，显示该机关是在为公安机关“艾未未案”善后。为维护发课公司的合法权益，建议依法定程序申请行政复议。
2011年11月23日，艾未未向债主发出了首批借据，到2013年9月，已发出超过15,000份借据。
2011年12月29日，发课公司向北京地税局提起行政复议，要求撤销税务决定。2012年3月27日，发课公司被允许第一次阅卷，才从案卷中发现此案是北京市公安局2011年4月6日交办北京地税的任务，第二稽查局作出行政行为，全部依据只是公安机关提供给税务局的复印件。地税局告知案件不舉行公開聽證。2012年3月29日，在阅卷完毕的第二天，北京市地稅局通知复议结果为维持原决定。
2012年4月13日，发课公司向北京市朝阳区人民法院提起诉讼。6月20日，案件在北京朝陽法院開審，当天法庭内外戒备森严，上百名支持者前往现场围观，艾未未本人却被當局阻止前往庭审现场。公安致電警告他，若試圖前往法院，將「永遠到不了」。他和員工拍攝工作室外逾30輛警车時，一名員工被便衣打傷。艾未未的法律顧問劉曉原等多名异议人士被软禁。庭审从下午2点持续到晚间11点，由审判长武楠、审判员秦齐祺、陪审员冯亚力组成合议庭，路青及委托代理人上海左券律师事务所严锡忠律师，北京市华一律师事务所浦志强律师，上海市公源律师事务所胡炯明律师出庭。浦志强律师庭审后称“今天的庭审只是走过场，合议庭在全力维护被告方第二稽查局的权益。”2012年7月20日，一审宣判发课公司败诉。
2012年8月，发课公司向北京第二中院提起上诉，并申请公开审理：鉴于原审法院在一审中存在着实体和程序的错误，非法剥夺了发课公司的质证权、辩论权和依法提交证据的权利，造成原审事实认定不清，原告在上诉中提供了新的证据，二审应当依法以公开开庭方式审理。
2012年9月27日，北京市第二中院在未开庭情况下宣判：驳回上诉，维持一审判决。
2012年10月29日，艾未未开始还款。截止2013年9月22日，艾未未在twitter表示，已经归还借款19,181笔，6,174,892.21元。根据发课税案fakecase推特记录，至2017年8月10日累计还款19,337笔，共6,284,153.93元。
2013年4月3日，发课税案网站开通，记录发课税案重要文件。
至今，北京地税局仍未对发课公司的税务处理和处罚进行执行。

## 榮譽
- 2010年比利時根特大學授予艾未未政治学榮譽博士學位[165]；2010年獲頒中國民主教育基金會第二十四屆傑出民主人士獎[166]；德國卡塞爾市授予艾未未「理性的棱鏡」公民獎[167]；國際天文聯會将小行星83598命名為艾未未星[168]；英國《艺术评论》雜誌评艾未未為“藝術界最有影響力的100人”中的第13名[169]。
- 2011年英国《藝術觀察》全球艺术权力榜评选中，列为榜首[170]。；英國皇家藝術學院授予艾未未為榮譽院士[171]；德國柏林藝術大學授予艾未未教授職位[172]；英国《艺术评论》杂志评艾未未为2011年艺术界最有影响力的艺术家榜首[173]；美国《时代》杂志将艾未未列为2011年度风云人物第三位[174]。
- 2012年获美国人权基金会第一届“哈维尔创意异议人士奖”[175]。
- 2015年與美國歌手瓊·拜亞一起獲國際特赦組織頒發的最高獎項“良心大使”獎。[176][177]
- 2023年劍橋大學唐寧學院榮譽院士[178]

## 個人作品

### 合作參展
- 2000年，与馮博一在上海舉辦“不合作方式”藝術展[179]。
- 2007年，參加第十二屆卡塞爾文獻展。作品“童话”，带1001个中国人到德国卡塞尔市[180]。
- 2010年，作品“美人鱼交换” 艾未未在上海世博會的美人魚雕像处安装监控器，在丹麥美人鱼原位置和网络进行直播。[10]。
- 2013年5月，2013威尼斯双年展，作品“S.A.C.R.E.D.”以装在箱子里的六组雕塑再现了其被秘密羁押81天的情形 [181]；作品《Straight》为来自汶川地震坍塌建筑的钢筋。

### 個人展覽

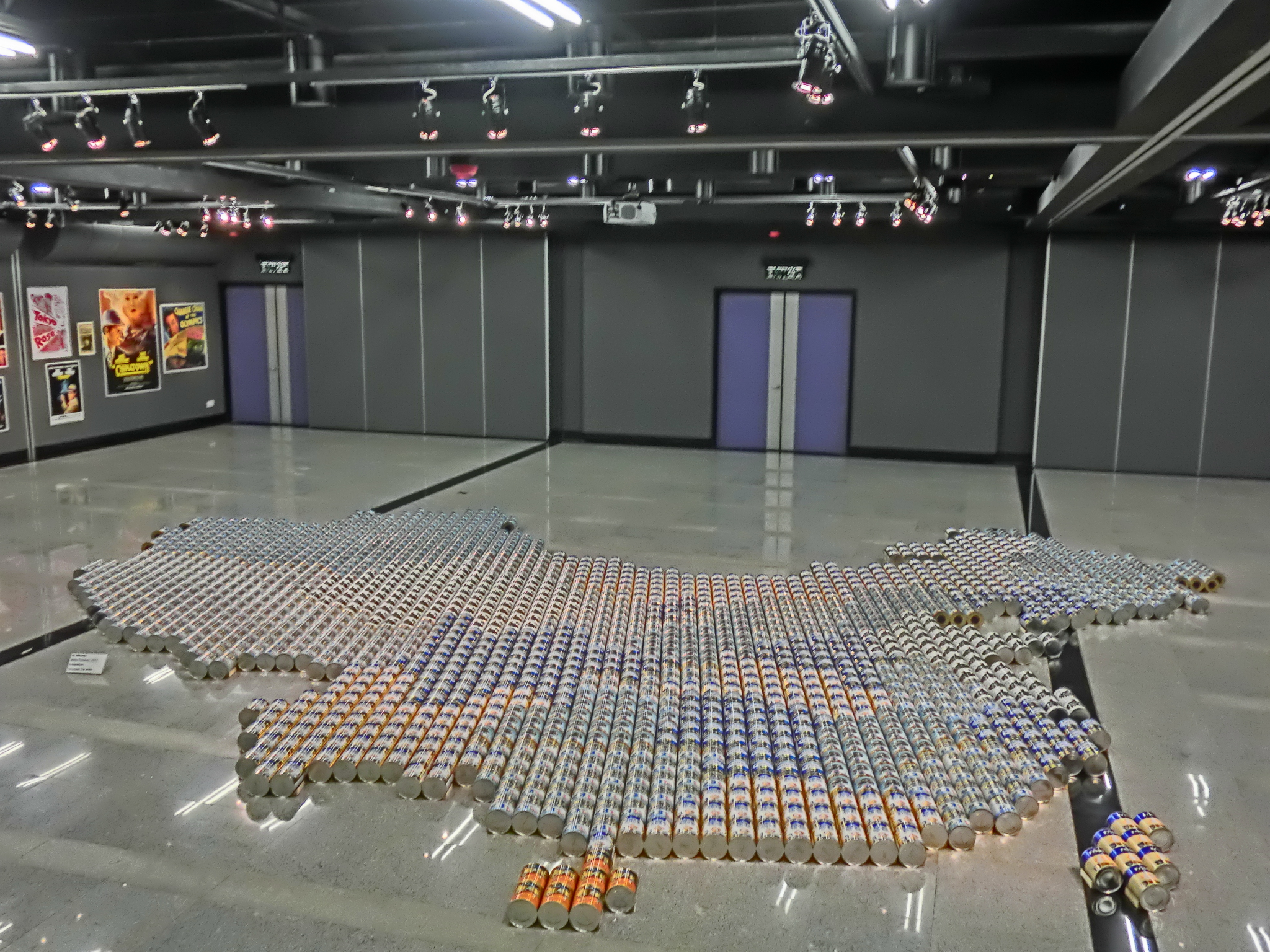
《卑鄙配方》香港 2013年

- 2009年10月，在德国慕尼黑美术馆展出作品“So Sorry”，9,000个书包在展览馆外墙组成汉字“她在这个世界上开心地生活过七年”，纪念汶川大地震遇难学生。
- 2010年，在伦敦泰特美术馆涡轮大厅展出一亿颗“葵花籽” （页面存档备份，存于）。
- 2011年10月，在台北市立美术馆举办展览“艾未未 缺席” [182]。
- 2011-2013年，作品《十二生肖》在纽约、洛杉矶、伦敦、多伦多等地巡展 [183]。
- 2013年5月，在荷兰格罗宁根博物馆举办“不合作方式2”展览，展出“借据”等作品[184]。
- 2013年6月，在加拿大安省美术馆举办展览“艾未未：起因于何”[185]。

### 写作出版
2005年底受新浪网邀请，艾未未开始博客写作，成为最受欢迎的博主之一，点击量过千万，但于2009年5月29日被强行关闭。此后，艾未未先后活跃在饭否、做啥和推特等微博网站，已出版的文字作品有：
- 《寻找快乐的能力——艾未未访谈集》，中文，2013年，大山文化出版社有限公司出版
- 《不要对我有幻想——艾未未博文集》，中文，2012年，大山文化出版社有限公司出版
- 《Weiwei-isms》，2012年，Princeton University Press 普林斯顿大学出版社
- 《此时此地》（艾未未博文选），中文，2010年，广西师范大学出版社
- 《艾未未博客2006-2009：写作，访谈及数字咆哮》，英文，2010年，麻省理工学院出版社（该书有德、意、葡萄牙语版）
- 《灰皮书》《白皮书》《黑皮书》 中國前衞藝術（1994-1997） 中文  地下刊物 [186]
- Ai Weiwei: Works Beijing 1993–2003 •Ai Weiwei Speaks[187]
- Ai Weiwei[188]
- Art and Cultural Policy in China[189]
- Ai Weiwei / Herzog & De Meuron: Beijing, Venice, London[190]
- Becoming : Images of Beijings Air Terminal 3 by Ai Weiwei[191]
- 生产模式，透视中国当代艺术（In Production Mode, Contemporary Art in China）[192]
- 《千年悲欢》（1000 Years of Joys and Sorrows: A Memoir），英文，2021年，Crown

### 摄影作品
- 夜叉
- 我幹北京天安門
- 兩隻自由的小鳥飛翔在紐約
- 再幹北京天安門
- 誰家祖墳冒青煙
- 讓仔蛋飛
- 十八隻小鳥一起飛

其中《我幹北京天安門》和《再幹北京天安門》成為《文匯報》社論批判艾未未反華的證據，而3,7 則成為同篇社論批判艾未未淫穢的證據。日本女星水原希子在Instagram上为日本友人转载的照片《我幹北京天安門》点赞，引发中国网民抗议。2013年4月间，水原希子在Twitter以英文、日文道歉，强调自己只是欣赏艾未未，无意冒犯中国。2016年，水原希子对艾未未照片点赞的行为，再度成为電影《沒有別的愛》演員撤換事件的导火索。

### 纪录片
近年来，艾未未制作了数十部反映中国现实的纪录片和记录短片：
- 《加冕》，2020年，113分鐘，記錄中國武漢應對2019冠狀病毒病疫情的過程。
- 《人流》，2017年，入选第74届威尼斯影展主竞赛片。
- 《喜梅》，2013年，77分鐘 對因醫院賣血而染病的艾滋病人、維權人士劉喜梅的生活狀況的記錄。
- 《平安乐清》，2012年，102分钟 对乐清钱云会事件的调查。
- 《河蟹房子》，2012年，60分钟 艾未未上海马陆工作室兴建与强拆的故事。
- 《马勒戈壁》，2012年，61分钟 关于一个“五毛”和几个网友约会见面的故事。
- 《鄂尔多斯100》，2012年，60分钟 100位建筑师为内蒙古鄂尔多斯沙漠设计100栋房子的故事。
- 《深表遗憾》，2012年，54分钟 《老妈蹄花》续集。
- 《我的2011》，2012年，60分钟 给有梦想并为之付出的人们。
- 《一个孤僻的人》，2010年，127分钟 艾未未工作室历时近两年对杨佳案的全程记录。
- 《王静梅》，2010年，58分钟，杨佳母亲讲诉被精神病的过程。
- 《美好生活》，2010年，48分钟 冯正虎回家的故事。
- 《三花》，2010年，68分钟 讲述人们如何与动物相处的故事。曾获得第一届阳光华语纪录片奖长篇组银奖。
- 《花好月圆》，2010年，126分钟 关于2010年北京的“严打”。
- 《念》，2010年，221分钟 推友献给四川地震死难学生的大型声音作品。
- 《4851》，2009年，87分钟 关于5.12地震遇难学生视听作品《4851》。
- 《老妈蹄花》，2009年，79分钟 关于四川成都警方拘禁证人，暴力干扰司法程序的记录。曾获第一届“阳光卫视华语纪录片阳光公民奖”[195]。
- 《花脸巴儿》，2009年，78分钟 对5.12地震公民调查的记录。
- 《童话》，2007年，152分钟 1001位中国公民前往德国卡塞尔市的故事；除此之外，还有《吃喝玩乐》、《聊天》、《草泥马style》、《刘玉婷》、《喜梅》、《孙亚》、《叶海燕》、《危害国家安全》等多部影片。
- 《吃喝玩樂》，2003年拍攝，26分鐘，記錄「非典」肆虐期間北京市民的生活與市面狀況，2013年「非典」十週年發布到Youtube。

### 建筑设计
从1999年设计建造了北京草场地艾未未工作室后的10年间，艾未未设计了近70项建筑。2003年，与瑞士赫爾佐格和德梅隆（Herzog & de Meuron）建築事務所合作，作为项目的藝術顧問合作设计国家体育场“鸟巢”；在此期间，艾未未曾应王澍的邀请担任中国美术学院建筑系的外聘教师。
2004年至2005年，艾未未为浙江省金华市设计了艾青文化公园和金华建筑艺术公园:205,206。
2006年，於紐約哈德遜河谷區設計一所私人住宅；2007年，设计三影堂摄影艺术中心；2009年，与赫尔佐格和德梅隆事务所合作策划了鄂尔多斯100建筑设计项目；2009年，建造了上海马陆艾未未工作室，2010年被强拆；2012年，倫敦肯辛頓公園（Kensington Gardens）宣布，已邀得艾未未和兩名瑞士設計師再度攜手，設計奧運戶外場館。

### 音乐
2013年上半年推出个人首张专辑《神曲》，包括《美国旅馆》、《不就翻个墙吗》、《明天还给我》、《傻伯夷》、《老妈蹄花》、《朝阳公园》等6首歌曲。

## 其他藝術家所創作與艾未未有關的作品

### 電影传记
- 纪录片《艾未未：草泥馬》，为美國導演Alison Klayman貼身拍攝艾未未两年的作品，記錄了艾未未在中國的活动和經歷。入围2012年奥斯卡最佳纪录片短名单，获哥伦比亚大学杜邦广电新闻奖 [202]。
- 《Hanging Man》[203]（悬挂人） 英文，2013年英国费伯出版社出版，作家Barnaby Martin记录了艾未未释放后的几次长谈，首次披露被秘密关押81天的经历。
- 《艾神》 中文，杜斌著，2012年溯源书社出版，汇集了艾未未被失踪期间声援资料[204]。

### 肖像海報
2014年，美國街頭藝術家、平面設計師弗蘭克·謝帕德·費爾雷（Frank Shepard Fairey）和他的朋友：中國藝術家、異見人士艾未未合作創作了一幅由醒目的橙色、紅色、黑色組成的肖像。（18×24英寸絲網印刷海報，簽字375版。）
海報源自攝影師高遠2010年為艾未未拍攝的一張照片，艾的頭上有一條刀口，這刻畫藝術家在2009年遭受成都警察毆打而受傷後的形象。
費爾雷表示：“我很佩服艾的藝術和他的‘行為’，他的藝術非常美麗，並有著令我自己在實踐中十分渴望的民粹主義和社會覺悟。這張海報是對艾的藝術和率直勇氣的贊揚，並支持他的鬥爭，我希望這幅畫能夠提高人們對艾和他境況的認識並推動和政府的對話，這也許會令艾未未獲准自由旅行並繼續表達他的觀念。”
海報銷售所入得全部款項將用來資助朋友艾未未幫助藝術家和促進言論自由的努力，Shepard Fairey將100幅海報捐贈給布魯克林博物館，用於該博物館即將舉辦的回顧展覽。（“艾未未：憑什麽？”- “Ai Weiwei: According to What?”，布魯克林博物館，2014年）

## 外部連結
- 艾未未的X（前Twitter）
- 艾未未的官方網站 （页面存档备份，存于）
- 艾未未@ARTLINKART - 中国当代艺术在线数据库
- 专题：艾未未事件 （页面存档备份，存于） - BBC中文网
- 有关艾未未的新闻辑录 （页面存档备份，存于） - 中国数字时代